# Leptotes pirithous
Leptotes pirithous (Linnaeus, 1767),è una farfalla della famiglia Lycaenidae.

## Descrizione

### Adulto
La superficie dorsale delle ali è di colore blu violaceo nei maschi, bruno grigiastro con macchie violacee nella femmina. La superficie ventrale è in entrambi i sessi di colore biancastro, con macchie brune disposte secondo un disegno geometrico complesso. Le ali posteriori, che hanno una esile coda in corrispondenza della seconda nervatura cubitale, presentano due caratteristiche macchie nere contornate di verde e di arancio.

Può essere confusa con le seguenti specie: Lampides boeticus e Cacyreus marshalli.

## Distribuzione
È presente in Africa del Nord, Europa meridionale e Asia minore.
In Italia è abbastanza comune in tutte le regioni, isole comprese.

## Ecologia
Tra le specie vegetali preferite dalle larve ci sono diverse specie di Fabaceae (Melilotus officinalis, Melilotus alba), Lythraceae (Lythrum salicaria), Polygonaceae (Polygonum aviculare), Plumbaginaceae (Plumbago spp.), Ericaceae (Calluna vulgaris).